# رضا امیریاراحمدی
رضا امیریاراحمدی، (۱ شهریور ۱۳۳۸ بروجرد - ۲۵ مهر ۱۳۹۷ لواسان) مجسمه‌ساز و نقاش صاحب سبک ایرانی است.
وی دوران ابتدائی و سپس متوسطه را تا کلاس نهم در شهرستان بروجرد گذراند و سپس برای ادامه تحصیل در هنرستان هنرهای تجسمی پسرانه، همراه با خانواده به تهران عزیمت نمود. رضا امیریاراحمدی پس از پایان تحصیل در هنرستان، با نمره عالی و بدون کنکور وارد دانشکده هنرهای تزئینی (دانشگاه هنر فعلی) تهران شد.
وی در طول حدود ۴۰ سال فعالیت پربار هنری اش، برپائی و شرکت در ده‌ها نمایشگاه انفرادی و گروهی در گالری‌ها و موزه‌های داخلی و خارجی را به ثبت رسانده است.
همچنین مجسمه فردوسی نصب شده در ضلع جنوبی ساختمان جدید کتابخانه ملی ایران واقع در تپه‌های عباس‌آباد که با ارتفاع بالغ بر ۹ متر، بزرگ‌ترین مجسمه فردوسی ساخته شده در جهان می‌باشد، مجسمه مولانا در میدان مقابل دانشکده ادبیات دانشگاه جندی‌شاپور در اهواز، مجسمه ابونصر فارابی در بیمارستان آیت‌الله طالقانی آبادان، «درخت بسم الله» در مرکز همایشهای بین‌الملل صداوسیمای جمهوری اسلامی ایران، مجسمه «اسطوره اکنون» نصب شده در ضلع جنوب غربی باغ هنرمندان، معماری جدید مجلس شورای اسلامی، مرمت و بازسازی نمای مجلس شورای ملی و بازسازی کلیه مجسمه‌های مجموعه مجلس، تنها بخشی از کارنامه وی می‌باشد. مجسمه حسن رشدیه نصب شده در میدان رشدیه تهران، آخرین کار وی در زمینه معماری شهری می‌باشد.
وی از اعضای مؤسس انجمن هنرمندان مجسمه‌ساز ایران و در دوره ای نایب رئیس این انجمن بوده است. رضا امیریاراحمدی در شامگاه چهارشنبه ۲۵ مهرماه ۱۳۹۷، بر اثر ایست قلبی در آتلیه شخصی اش در لواسان و در سن ۵۸ سالگی درگذشت و پیکر وی در قطعه هنرمندان بهشت زهرای تهران به خاک سپرده شد.